# لوسی تایلر-شرمن
لوسی تایلر-شرمن (انگلیسی: Lucy Tyler-Sharman؛ زادهٔ ۶ ژوئن ۱۹۶۵) دوچرخه‌سوار اهل استرالیا بود.